# فوران کوه سنت هلن در سال ۱۹۸۰
در ۱۸ مه ۱۹۸۰ در کوه سنت هلن آتش فشانی (1980 eruption of Mount St. Helens) در ایالت واشینگتن رخ داد. این فوران با ۵ درجه فوران کرد. فوران در طی ۲ ماه بود که با زمین لرزه و بخار همراه بود، و ماگما نیز با فشار به بیرون می‌آمد. زلزله در ساعت ۹. ۳۲ دقیقه و ثانیه ۱۷ به وقت اقیانوس آرام به وقوع پیوست، و تا کنون بزرگ‌ترین زمین لغزه‌ای است که در واشینگتن رخ داده‌است. در این واقعه سنگ‌های مذاب و و بخار و سنگ همراه بوده‌است؛ و مقدار زیادی گدازه نیز استخراج می‌شود. در این فوران حدود شصت نفر کشته شدند و دویست خانه ویران شد.